# Pseudonoorda hemileuca
Pseudonoorda hemileuca is een vlinder uit de familie van de grasmotten (Crambidae), uit de onderfamilie van de Odontiinae. De wetenschappelijke naam van deze soort is voor het eerst voorgesteld als Noorda hemileuca door Alfred Jefferis Turner in een publicatie uit 1933.
De soort komt voor in Australië (New South Wales).